# 907 Rhoda
907 Rhoda је астероид главног астероидног појаса са пречником од приближно 62,73 .
Афел астероида је на удаљености од 3,254 астрономских јединица (АЈ) од Сунца, а перихел на 2,340 АЈ. 
Ексцентрицитет орбите износи 0,163, инклинација (нагиб) орбите у односу на раван еклиптике 19,573 степени, а орбитални период износи 1709,048 дана (4,679 године). 
Апсолутна магнитуда астероида је 9,76 а геометријски албедо 0,056.
Астероид је откривен 12. новембра 1918. године.